# Дієго Клімович
Дієго Клімович (ісп. Diego Klimowicz, нар. 6 липня 1974, Кільмес) — колишній аргентинський футболіст українського походження, нападник. Старший брат Хав'єра Клімовича, який виступав за збірну Еквадору.
Насамперед відомий виступами за «Вольфсбург».

## Ігрова кар'єра
Його дід — українець, який проживав у Польщі, тому інколи помилково зазначають про «польське походження» Дієго. Професійно займатися футболом Клімович розпочав у друголіговому «Інстітуто» з Кордови в 1993 році. За три роки він зіграв у 57 матчах чемпіонату і встиг непогано зарекомендувати себе, забивши 12 голів, тому і влітку 1996 року відправився в Європу в «Райо Вальєкано», який в першому ж сезоні вилетів з Ла Ліги, програвши матч плей-оф за збереження прописки «Мальорці». Дієго залишився в клубі і в Сегунді, але в січні 1998 року, після півтора років у столиці, Клімович повернувся в Ла Лігу, перейшовши в «Реал Вальядолід».
У складі «Вальядоліда» Дієго не зміг стати основним форвардом команди, програвши конкуренція хорватському «снайперу» Алену Петернацу, забивши за півтора сезони лише чотири голи. Влітку 1999 року Клімович покинув іспанський клуб. 
Повернувшись на батьківщину, в «Ланус», Клімович відразу став справжнім лідером атаки клубу і за два з половиною роки забив 23 голи в чемпіонаті 
Своєю грою за останню команду привернув увагу представників тренерського штабу німецького клубу «Вольфсбург», до складу якого приєднався в січні 2001 року. Відіграв за «вовків» наступні шість сезонів своєї ігрової кар'єри. Більшість часу, проведеного у складі «Вольфсбурга», був основним гравцем атакувальної ланки команди і одним з головних бомбардирів команди, маючи середню результативність на рівні 0,39 голу за гру першості. «Вовки» весь час були переважно в середині таблиці Бундесліги, регулярно виступаючи в Кубку Інтертото, і, систематично, купуючи земляків Дієго для посилення складу.
В травні 2007 року перейшов до одного з лідерів німецького чемпіонату дортмундської «Боруссії» за 1 млн. євро. Але «чорно-жовті», хоч і вийшли у фінал Кубка країни і виграли Суперкубок Німеччини, але в чемпіонаті зайняли дуже низьке 13 місце. 
На початку 2009 року перейшов у «Бохум», за який виступав до літа 2010 року, поки «Бохум» не вилетів з Бундесліги, а Клімович не заявив про завершення кар'єри.
Проте на початку 2011 року відновив свою кар'єру і ще пів року пограв за рідний «Інстітуто», після чого вже остаточно завершив футбольні виступи.

## Збірна
Не маючи змоги пробитися до складу збірної Аргентини, Дієго Клімович 2001 року виявив бажання виступати за свою етнічну батьківщину, збірну України. Крім того збірна Польщі теж виявила бажання отримати гравця, посилаючись на те, що дід футболіста мав польське громадянство та імігрував саме з території Польщі. В підсумку Клімович так і не виступав за жодну з цих збірних, так само як жодного разу так і не отримав запрошення від збірної Аргентини.

## Титули і досягнення
- Володар Суперкубка Німеччини (1):

«Боруссія» (Дортмунд): 2008